# Municipio de Pineville North
El municipio de Pineville North (en inglés: Pineville North Township) es un municipio ubicado en el condado de McDonald en el estado estadounidense de Misuri. En el año 2010 tenía una población de 1576 habitantes y una densidad poblacional de 22,97 personas por km².

## Geografía
El municipio de Pineville North se encuentra ubicado en las coordenadas 36°37′43″N 94°21′43″O / 36.62861, -94.36194. Según la Oficina del Censo de los Estados Unidos, el municipio tiene una superficie total de 68.62 km², de la cual 68.62 km² corresponden a tierra firme y (0%) 0 km² es agua.

## Demografía
Según el censo de 2010, había 1576 personas residiendo en el municipio de Pineville North. La densidad de población era de 22,97 hab./km². De los 1576 habitantes, el municipio de Pineville North estaba compuesto por el 93.15% blancos, el 0.19% eran afroamericanos, el 2.47% eran amerindios, el 0.06% eran asiáticos, el 0.19% eran isleños del Pacífico, el 1.27% eran de otras razas y el 2.66% pertenecían a dos o más razas. Del total de la población el 2.47% eran hispanos o latinos de cualquier raza.